# تسلسل زمني لتاريخ المثليين
تسرد هذه المقالة التسلسل الزمني لتاريخ المثليين والمثليات ومزدوجي التوجه الجنسي والمتحولين جنسياً (اختصارا: LGBT) عبر التاريخ البشري.

## قبل الميلاد

### الألفية 10 قبل الميلاد - الألفية 5 قبل الميلاد

#### القرن 96 قبل الميلاد - القرن 15 قبل الميلاد
- من حوالي 9,600 قبل الميلاد - إلى حوالي 5000 سنة قبل الميلاد - فن صخري يعود للعصر الحجري المتوسط في صقلية يصوّر عدة أعضاء ذكرية لذكور في أزواج اُختلِفَ في تفسيرها، واشتملت على صيادين وألعاب بهلوانية ورجال لهم دور ديني، كما يصوّر أيضا علاقات جنسية مثلية بين الرجال.[1][2]

### الألفية 9 قبل الميلاد

#### القرن 90 قبل الميلاد
- حوالي 9000 قبل الميلاد - عاشقا عين صخري، أقدم تمثال معروف لشخصين يمارسان الجنس. جنس الشخصين في التمثال غير معروف.[3]

### الألفية 8 قبل الميلاد

#### القرن 80 قبل الميلاد
- حوالي 8000 سنة قبل الميلاد - لوحات صخرية لشعب بوشمن في زيمبابوي تصور المثلية الجنسية.[4]

### الألفية 8 قبل الميلاد - الألفية 2 قبل الميلاد

#### القرن 70 قبل الميلاد - القرن 17 قبل الميلاد
- من حوالي 7000 سنة قبل الميلاد - إلى حوالي 1700 قبل الميلاد - من ضمن الصور الجنسية للرسومات العائدة للعصر الحجري الحديث والعصر البرونزي والتماثيل من البحر المتوسط، تمثال بشري يعتقد أحد المؤرخين أنه من «الجنس الثالث» حيث يظهر فيه ثديي أنثى وأعضاء تناسلية ذكرية، أو بدون خصائص جنسية مميزة.
- عُثِر في إيطاليا على صور نسائية في محيطٍ منزلي تعود للعصر الحجري الحديث، في حين تظهر الصور التي تجمع بين الخصائص الجنسية في الدفن أو الأماكن الدينية.
- غالباً ما كانت التماثيل البشرية في اليونان وقبرص العائدة للعصر الحجري الحديث، ذات جنس مزدوج أو دون تحديد للخصائص الجنسية.[5]

### الألفية 3 قبل الميلاد

#### القرن 29 قبل الميلاد - القرن 25 قبل الميلاد
- من حوالي 2900 قبل الميلاد - إلى حوالي 2500 قبل الميلاد - في إحدى ضواحي براغ، جمهورية التشيك، وجد في مدفن ذكر مدفون في الزي المخصص عادة للنساء. ويتكهن علماء الآثار بأن المدفن هو إما لشخص متحول جنسيا أو لشخص من الجنس الثالث.[6]

#### القرن 24 قبل الميلاد
- حوالي 2400 سنة قبل الميلاد - يعتقد أن «خنومحوتب و نيانخخنوم» (بالإنجليزية: Khnumhotep and Niankhkhnum)‏ هما أول زوجين مثليين في التاريخ المسجل (وليس في التاريخ بصفة عامة).[2]

#### القرن 23 قبل الميلاد - القرن 22 قبل الميلاد
- 2,284 ق.م - 2,246 ق.م. أو 2,184 ق.م - يعتقد المؤرخون أن هناك تفسيرا مثليا لزيارات ليلية قام بها بيبي الثاني نفر كا رع (بالإنجليزية: Pepi II Neferkare)‏، الذي حكم المملكة المصرية القديمة كملك مطلق تحت لقب فرعون مصر، إلى جنراله ساسينيت (بالإنجليزية: Sasenet)‏ (أنظر أيضا: الملك نفر كا رع والقائد ساسينيت).[7][8][9][10][11]

### الألفية 2 قبل الميلاد

#### القرن 18 قبل الميلاد
- حوالي 1775 قبل الميلاد - حوالي 1761 قبل الميلاد - تم تسجيل امتلاك الملك زيمري-ليم من مملكة ماري لعشاق ذكور.

#### القرن 15 قبل الميلاد - القرن 12 قبل الميلاد
- حوالي 1500 قبل الميلاد - حوالي 1101 قبل الميلاد - ينص قانون آشور من الإمبراطورية الآشورية القديمة أو الإمبراطورية الآشورية الوسطى على ما يلي فيما يخص اغتصاب الذكور:[12][12][13][14][15][16][17][18][19]

«إذا أخبر رجل رجلاً آخر، إما بشكل خاص أو في مشاجرة،» زوجتك فاسقة؛ سأوجه الاتهامات ضدها بنفسي، «لكنه لا يستطيع إثبات التهمة، ولا يمكنه إثبات ذلك، سيتم عقابه ضربا بالعصا، وسيحكم عليه العمل الشاق لمدة شهر للملك، أن يُقطع، ودفع طالن (talent)واحدة من الرصاص».
- قانون آشور، §18
"إذا كان رجل قد بدأ شائعة في السر عن جاره قائلا:"لقد سمح للرجال بممارسة الجنس معه، أو في شجار قال له في وجود الآخرين،"الرجال يمارسون الجنس معك"، وبعد ذلك، "سأوجه الاتهامات ضدك بنفسي"، لكنه بعد ذلك غير قادر على إثبات التهمة، ولا يمكن إثبات ذلك، فسيتم ضرب الرجل، والحكم عليه بالعمل الشاق لمدة شهر للملك، وأن يتم قطعه، ودفع طالن ("talent") واحدة من الرصاص".
- قانون آشور، §19
«إذا كان رجل يمارس الجنس مع جاره فقد وجهت إليه تهمة وإدانة، فإنه سيتم اعتباره مدنسا وسيعاقب بجعله مخصيا».
- قانون آشور §20
«إذا تعدى رجل على أمه، فهذه جريمة يعاقب عليها بالإعدام. إذا تعدى رجل على ابنته، فهذه جريمة يعاقب عليها بالإعدام. إذا تعدى رجل على ابنه، فهذه جريمة يعاقب عليها بالإعدام».
- قانون آشور، §189

### الألفية 1 قبل الميلاد

#### القرن 10 قبل الميلاد القرن 6 قبل الميلاد
- حوالي 1000 قبل الميلاد - حوالي 500 قبل الميلاد - تمت كتابة «فينديداد» (بالإنجليزية: Vendidad)‏ الزرادشتي خلال هذه الفترة[20][21] وفيه ما يلي:

"أجاب أهورامازدا:" إذا اضطجع رجل مع رجل كما يضطجع الرجل مع امرأة، أو كما تضطجع امرأة مع رجل، هو رجل ديوها (شيطان؛ Daeva)، هو رجل يعبد ديوهات (شياطين؛ Daevas)، وهو ذكر عشيق للديوهات، وهو امرأة عشيقة للديوهات، هو زوجة ديوها، وهو رجل سيئ مثل ديوها، وهو كله ديوها، وهو رجل ديوها قبل أن يموت، ويصبح واحدا من ديوهات غير مرئي بعد الموت: هو كذلك، سواء كان قد اضطجع مع رجل كرجل، أو كامرأة".
- أبستاق (Avesta)، فينيداد (Venedad)، فارغارد 8 Fargard, الجنائز والتنقية، والجنس غير القانوني، القسم الخامس (32) الشهوة غير المشروعة.
يجوز قتل المذنبين من قبل أي شخص، دون أمر من داستور (القاضي)، وبهذا الإعدام يمكن العفو عن جريمة تستحق الإعدام لمن قام بقتل المذنبين.

#### القرن 7 قبل الميلاد
- حوالي 700 قبل الميلاد- تم جلب عادة وعُرف إخصاء العبيد المثليين (والمغايرين) وخدمة المنزل في إمارة أنشان من الأراضي المحتلة من قبل الإمبراطورية الآشورية الجديدة والإمبراطورية الوسطى.[4]
- عام 630 قبل الميلاد - تبنى الأرستقراطيون الدوريون في كريت علاقات رسمية بين الأرستقراطيين البالغين والأولاد المراهقين. هناك نقش من كريت يعتبر أقدم سجل للمؤسسة الاجتماعية حب الغلمان في اليونان القديمة، للعلاقات الجنسية المثلية الغلمانية بين رجلين أحدهما بالغ والأخر مراهق بين اليونانيين (بالإنجليزية: Perderasy)‏. (انظر أيضا: حب الغلمان في كريت)[23] لم يكن زواج المثليين بين الرجال في اليونان معترفاً به قانونياً، لكن الرجال قد يشكلون علاقات طويلة الأمد تبدأ من paiderastia (وهي العلاقة الجنسية المثلية غلمانية بين بالغ ومراهق "pederasty"، ولكن دون الدلالة السلبية للكلمة الإنجليزية). لم تكن هذه الشراكات مختلفة عن الزواج بين رجل وامرأة باستثناء أن الشخص الأكبر سنا كان يعمل كمعلم أو مرشد.[24]
- حوالي 630-612 قبل الميلاد - 570 قبل الميلاد صافو، شاعرة غنائية يونانية ولدت في جزيرة ليسبوس، ولدت بين 630-612 قبل الميلاد، وتوفيت حوالي 570 قبل الميلاد. ضمها الإسكندريون في قائمة تسعة شعراء غنائيين. كانت تشتهر بمواضيعها المثلية، فأصبح اسمها واسم جزيرتها رمزا للمثلية الجنسية بين الإناث (بالإنجليزية: lesbianism)‏ (والمصطلح الأقل إستخداما الآن «صافيزم» "sapphism"). تم نفيها حوالي سنة 600 قبل الميلاد.

#### القرن 6 قبل الميلاد
- حوالي 540 - 530 قبل الميلاد - تصور لوحات جدارية عثر عليها في 1892 علاقات جنسية مثلية، في قبر الثيران (بالإيطالية: tomba dei tori) الذي يعود إلى الحضارة الإتروسكانية في مقبرة مونتيروتسي (بالإيطالية: Monterozzi)‏، تاركوينيا (بالإيطالية: Tarquinia)‏. سمي القبر نسبة لثورين يشاهدان مشاهد لعلاقات جنسية بين البشر، واحد بين رجل وامرأة، والآخر بين رجلين؛ هذه قد تكون إما لجلب الحظ (بالإنجليزية: apotroapic effect)‏، أو تجسيد جوانب دورة التجدد والآخرة. تم نقش المقبرة المكونة من ثلاثة غرف باسم المتوفى الذي تم بناؤها لاجله، «أرانث سبورياناس» أو «أراث سبوريانا» (بالإنجليزية: Aranth Spurianas أو Arath Spuriana)‏.[25]
- 521 - الإمبراطورية الأخمينية تصلب بوليكراتس (Polycrates) وتقمع العلاقات الجنسية المثلية غلمانية بين بالغ ومراهق (بالإنجليزية: pederasty)‏ في ساموس في اليونان، ما سبب فرار الشاعرين إيبيكيس (بالإنجليزية: Ibycus)‏ وأناكرييون (بالإنجليزية: Anacreon)‏ من ساموس لأنهما كانا من ممارسيها.[26][27]

#### القرن 6 قبل الميلاد - القرن 4 قبل الميلاد
- من حوالي 538 - إلى حوالي 330 قبل الميلاد - تمت كتابة سفر اللاويين خلال هذه الفترة، ومن ضمن نصوصه:

«وَلاَ تُضَاجِعْ ذَكَرًا مُضَاجَعَةَ امْرَأَةٍ. إِنَّهُ رِجْسٌ.»
- التوراة / الإنجيل، سفر اللاويين، الفصل 18، آية 22
«وَإِذَا اضْطَجَعَ رَجُلٌ مَعَ ذَكَرٍ اضْطِجَاعَ امْرَأَةٍ، فَقَدْ فَعَلاَ كِلاَهُمَا رِجْسًا. إِنَّهُمَا يُقْتَلاَنِ. دَمُهُمَا عَلَيْهِمَا.»
- التوراة / الإنجيل، سفر اللاويين، الفصل 20، آية 13

#### القرن 5 قبل الميلاد
- حوالي 486 قبل الميلاد - تبنى الملك دارا الأول سفر اللاويين لليهود الفارسيين في الإمبراطورية الأخمينية، وبذلك تم إصدار أول عقوبة بالإعدام تقرها سلطات دولة ما على العلاقات المثلية بين الذكور.[28]
- حوالي 440 قبل الميلاد - المؤرخ الإغريقي هيرودوت ينشر كتاب تاريخ هيرودوتس، ذكر فيه أن الفرس يرحبون بالعادات الأجنبية، بما في ذلك تبنيهم لعادة العلاقات الجنسية المثلية الغلمانية بين بالغ ومراهق (بالإنجليزية: Pederasy)‏ من اليونانيين.[29]

#### القرن 4 قبل الميلاد
- 385 قبل الميلاد - نشر أفلاطون الندوة وفيها تناقش كل من فيدروس وإريكسماكيس وأريستوفان ومثقفون يونانيون آخرون أن الحب بين الذكور هو الأعلى، بينما الجنس مع النساء هو شهواني ونفعي.[30] لكن سقراط يختلف مع ذلك،[31] ويسيطر على نفسه عندما حاول ألكيبيادس الجميل ان يغويه ويتقرب منه.[32]
- 350 قبل الميلاد - نشر أفلاطون حواره القوانين وفيه ينتقد الغريب الأثيني وأصحابه المثلية الجنسية باعتبارها شهوانيًة وخاطئة للمجتمع لأنها لا تؤدي إلى زيادة البشر وقد تؤدي إلى مواطنين غير مسؤولين.[33]
- 346 قبل الميلاد - خطاب إيسخينيس «ضد تيمارخيس» (بالإنجليزية: Against Timarchus)‏ في محاكمة بسبب دعارة الذكور، يكشف المواقف الأثينية تجاه المثلية الجنسية.[34]
- 338 قبل الميلاد - تم تدمير كتيبة ثيفا المقدسة، وهي كتيبة النخبة التي لم تهزم من قبل، والتي تتكون من مائة وخمسين من الأزواج المتحابين الذين يقيمون علاقات جنسية مثليين بين بالغ ومراهق، من قبل قوات فيليب الثاني المقدوني الذي تحسر على خسارتهم ومدح شرفهم.[35]
- 330 قبل الميلاد - أصبح باغواس (Bagoas) الغلام مثلي الجنس للإسكندر الأكبر، بعدما كان الشريك المفضل في العلاقة الجنسية المثلية الغلمانية بين بالغ ومراهق (Pederasty) للملك دارا الثالث.[4][36]

#### القرن 3 أو 2 قبل الميلاد
- 227 قبل الميلاد 226 قبل الميلاد 216 قبل الميلاد أو 149 قبل الميلاد - خلال الجمهورية الرومانية، فرض قانون سكانتينيا (باللاتينية: Lex Scantinia) عقوبات على من يرتكبون جريمة جنسية (stuprum) ضد شاب حر. ولم يتم ذكره أو تطبيقه بشكل متكرر، ولكن قد يكون قد تم استخدامه أيضًا لمقاضاة المواطنين الذكور الذين مارسوا عن عمد الدور السالب في العلاقات الجنسية المثلية.[37] من غير الواضح ما إذا كانت العقوبة هي الموت أو الغرامة. فبالنسبة للمواطن الذكر البالغ الذي يرغب في الانخراط في العلاقات الجنسية المثلية، يعتبر ذلك طبيعياً ومقبولاً اجتماعياً، طالما أن شريكه ذكر عاهر أو عبد أو «إنفاميس» (باللاتينية: infamis)، أي شخص مستبعد من الحماية القانونية الممنوحة لمواطن. في فترة الإمبراطورية الرومانية، تم إحياء قانون سكانتينيا (باللاتينية: Lex Scantinia) من قبل الإمبراطور دوميتيان كجزء من برنامجه للإصلاح القضائي والأخلاقي.[38]

#### القرن 1 قبل الميلاد
- حوالي التسعينات - الثمانينيات قبل الميلاد - كوينتوس لوتاتيوس كاتولوس (باللاتينية: Quintus Lutatius Catulus) من بين مجموعة من الشعراء الذين قاموا بعمل قصائد يونانية قصيرة وخفيفة في أواخر الجمهورية الرومانية. تتناول إيبغراماته الناجيتان رجلا كموضوع للرغبة، مما يشير إلى جمالية جديدة في الشبقية المثلية بين الرجال (بالإنجليزية: homoeroticsm)‏ في الثقافة الرومانية.[39]
- 57 - 54 قبل الميلاد - كتب كتولوس (باللاتينية: Catalus) «كارمينا» (باللاتينية: Carmina)، وفيها قصائد حب إلى يوفنتوس (باللاتينية: Juventuis)، التي تفتخر بالبراعة والقوة الجنسية مع الشباب وتذم وتقدح المثليين «السالبين» في العلاقة الجنسية.
- حوالي 50 قبل الميلاد - تم إصدار «قانون جوليا في الدولة» (Lex Julia de vi publica)، في فترة الجمهورية الرومانية، الذي عرّف الاغتصاب بأنه عمل جنسي قسري ضد «صبي أو امرأة أو أي شخص» والمغتصب عرضة للإعدام. الرجال الذين تعرضوا للاغتصاب كانوا معفيين من فقدان المكانة القانونية أو الاجتماعية على أولئك الذين قدموا أجسادهم لاستخدامها من أجل متعة الآخرين؛ كان العاهر الذكر يعتبر «إنفاميس» (غير مرغوب به، infamis) وكان يستبعد من الحماية القانونية المقدمة للمواطنين ذوي المكانة الجيدة. كمسألة قانونية، لا يمكن اغتصاب العبد؛ كان يعتبر ملكية وليس انسانا بالقانون. غير أن مالك العبد يستطيع مقاضاة المغتصب عن الأضرار التي لحقت بممتلكاته (عبده).[39][40][41][42]
- 46 قبل الميلاد - اتهم لوسيوس أنطونيوس (Lucius Antonius)، شقيق ماركوس أنطونيوس، أغسطس قيصر بأنه «أعطى نفسه لأولوس هيرتيوس في إسبانيا مقابل ثلاثمائة ألف سيستريس (Sestertius؛ العملة الرومانية حينها)».[43]
- 42 - 39 قبل الميلاد - كتب فيرجيل «إكولوغ» (بالإنجليزية: Eclogues)‏، ويعتبر الفصل الثاني من الكتاب (بالإنجليزية: Eclogue 2)‏ مثالا بارزا للشبقية المثلية بين الرجال (بالإنجليزية: homoeroticism)‏ في الأدب اللاتيني.[43]
- 27 قبل الميلاد - تم تأسيس الإمبراطورية الرومانية تحت حكم أغسطس قيصر (إمبراطور). وفيه فترة حكمه تم تسجيل أول حالة زواج المثليين، وتم فرض ضرائب على الدعارة المثلية بين الذكور، وإذا تم القبض على شخص أخذ دور السالب في العلاقة الجنسية مع ذكر آخر، فيمكن ان يفقد المواطن الروماني مواطنته.[44]
- 26 قبل الميلاد و 25 قبل الميلاد و 18 قبل الميلاد - كتب الشاعر تيبولوس مرثياته، وفيها إشارات إلى المثلية الجنسية.

## بعد الميلاد

### الألفية 1 بعد الميلاد

#### القرن 1
- 5 –15 بعد الميلاد - 5 –15 م- تم صنع كأس وارين (بالإنجليزية: warren cup)‏ - وهي كأس شرب روماني من الفضة مزخرف بصورتين لعلاقات جنسية مثلية.

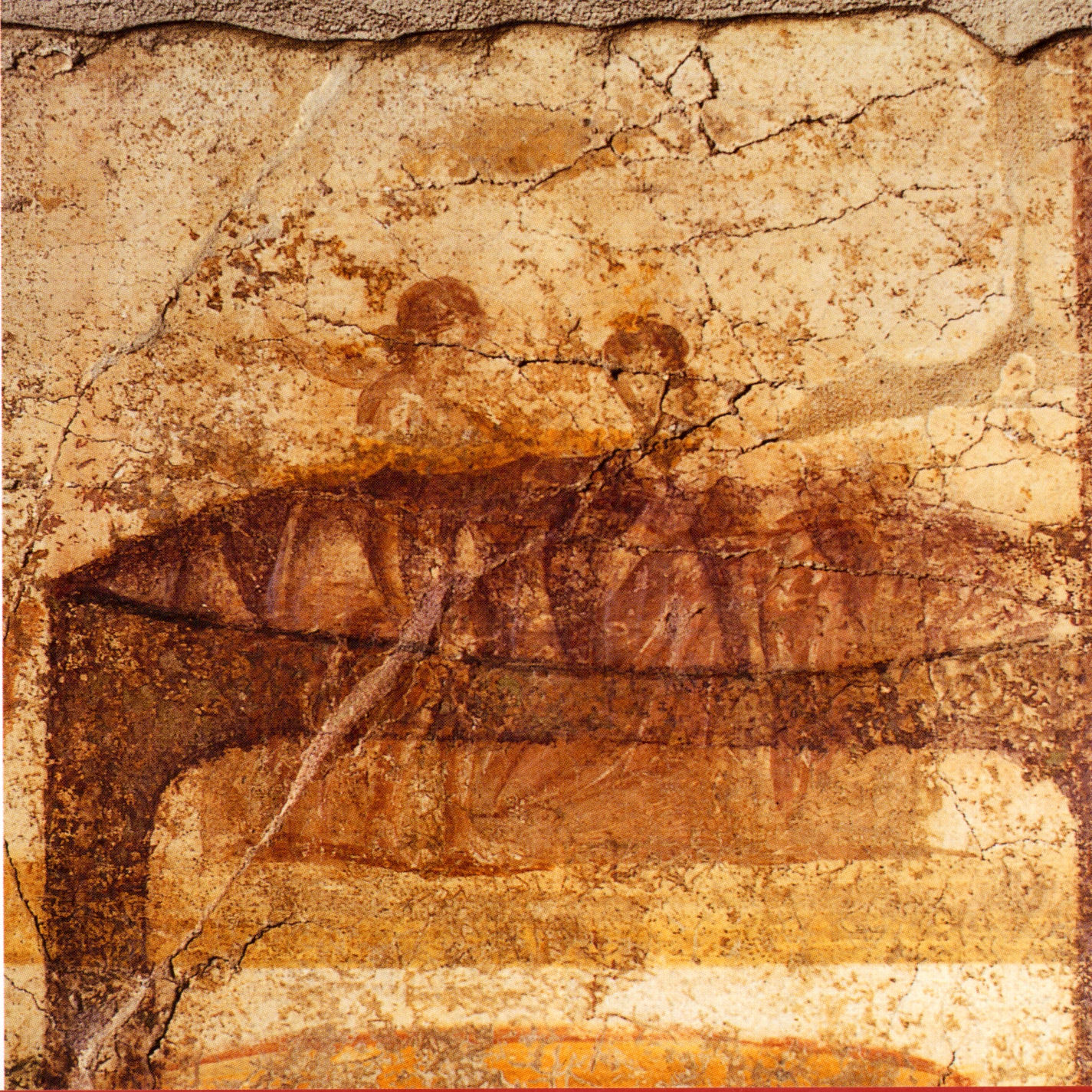
لوحة حائط لشريكتين مثليتين من النساء في حمامات الضواحي في بومبي

- 37 - 41 - تم فرض ضرائب على الدعارة في أرجاء الإمبراطورية الرومانية في عهد الإمبراطور الروماني كاليغولا. والذي إما أخرج أو فكر في إخراج «سبرينتي» (وهي نقود تستعمل في الدعارة حينها؛ spintriae) من روما. أشار المؤرخ سويتونيوس إلى أن الإمبراطور كاليغولا، إمتنع بعد توسلات عديدة، من إلقاء هذه النقود في البحر.[39][45]
- 54 - أصبح نيرون إمبراطور روما. تزوج نيرون رجلين، بيثاغوروس (باللاتينية: pythagorus) وسبوروس (باللاتينية: Sporus)، في احتفالات رسمية قانونية، وتم منح سبوروس مايشبه التاج الذي ترتديه زوجات القياصرة.[46] يشير الشاعران جوفينال ومارتياليس (مع عدم الموافقة) أن الأزواج الذكور حينها أقاموا مراسم زواج تقليدية.
- 79 - ثوران جبل فيزوف يدفن المنتجعات الساحلية بومبي وهركولانيوم، يحفظ مجموعة غنية من الفن الروماني الشبقي، بما في ذلك تصوير علاقات جنسية مثلية بين الرجال وعلاقات جنسية مثلية بين الإناث.
- 98 - بداية عهد حكم الإمبراطور الروماني تراجان، واحد من أكثر الأباطرة الرومان المحبوبين. والذي كان معروفًا بمثليته وبمحبته للشباب الذكور. استخدم هذا الملك أبغار السابع (بالإنجليزية: Abgar VII)‏ حاكم مملكة الرها لصالحه، إذ بعد ان غضب عليه الإمبراطور تراجان لبعض الأفعال، أرسل ابنه الصغير الوسيم لتقديم اعتذاراته، ونجح في الحصول على عفو.[47]

كتب المؤرخ تاسيتس «جيرمانيا» (Germania). وفيه كتب أن العقوبة على أولئك الذين ينخرطون في «العار الجسدي» بين الشعوب الجرمانية هي «الخنق في الوحل والمستنقعات تحت كومة من الحواجز». وكتب أيضا أن كهنة قبيلة ناهارانفالي (بالإنجليزية: naharnvali)‏، وهي إحدى قبائل سوابيان (بالإنجليزية: Swabian)‏، الذين «يرتدون ملابس النساء» لأداء واجباتهم الكهنوتية.

#### القرن 2
- حوالي 195 - قام كلاوديوس ألبينوس (Cloduis Albinus) بمعاقبة من يقوم بالعلاقات الجنسية المثلية الغلمانية.[49]
- حوالي 200 - تم نشر كتاب «الخطوط العريضة للبيروهنية» (بالإنجليزية: The Outlines of Pyrrhonism)‏. وفيه، ينص سيكستوس إمبيريكوس على أنه «في الفرس، عادةً ما يتم الانخراط في الجماع مع الذكور، ولكن من بين الرومان ممنوع بموجب القانون أن يفعلوا ذلك». كما ذكر في الكتاب أن "السدومية بيننا يعتبر مخزيًا أو غير قانوني إلى حد ما، لكن عند الجرمانيين، لا ينظر إليه على أنه مخجل ولكن كشيء مألوف. يقال أيضًا إنه في ثيفا منذ زمن بعيد لم تكن هذه الممارسة مخجلة، ويقولون أن ميريونيس من جزيرة كريت (بالإنجليزية: Meriones the Cretan)‏ كان يسمى ذلك عن طريق عادة أهل الجزيرة، ويشير البعض إلى المحبة المحترقة لآخيل (بالإنجليزية: Achilles)‏ تجاه فطرقل (بالإنجليزية: Partoclus)‏، وغريب وعجيب، عندما يعلن كل من اتباع الفلسفة التشاؤمية وأتباع زينون الرواقي وكليانثس وخريسيبوس أن هذه الممارسة عادية".[50][51]

#### القرن 2 - القرن 3
- 193 - 211 - وضع الإمبراطور الروماني سيبتيموس سيفيروس عقوبة الإعدام في حالات الاغتصاب المثلي في أرجاء الإمبراطورية الرومانية.[49]

#### القرن 3
218 - 222 - بدأ عهد الإمبراطور الروماني إيل جبل. في أوقات مختلفة، تتزوج إيل جبل من خمس نساء ورجل رجل يدعى «زوتيكوس» (بالإنجليزية: Zoticus)‏، وهو رياضي من سميرنا، في احتفال عام فخم في روما وسط فرحة وقبول المواطنين.< لكن علاقة الإمبراطور الأكثر استقرارًا هي مع سائق المركبة هيروكليس والتي قال عنها المؤرخ كاسيوس ديو أن إيل جبل كان سعيدا بأن يطلق عليه لقب عشيقة هيروكليس وزوجته وملكته. يلبس الإمبراطور ماكياجًا وشعرًا مستعارًا ويفضل أن يُطلق عليه اسم سيدة وليس اسم السيد، وقدم عروضًا مبالغ هائلة لأي طبيب يمكنه تزويده بمهبل؛ لهذا السبب، ينظر بعض الكتاب إلى الإمبراطور على أنه من أوائل الشخصيات المتحولة جنسيًا أو المتحولة جندريا أو وواحد من أول من يسجل على أنه سعى للخضوع لجراحة إعادة تحديد الجنس.
- 222 - 235 - قام الإمبراطور الروماني سيفيروس ألكسندر بترحيل المثليين الذين كانوا ناشطين في الحياة العامة. وفقا ل«كريستيوس»، زاد ألكساندر العقوبات ضد المثلية الجنسية في جميع أنحاء الإمبراطورية الرومانية. وفقا لكتاب «التاريخ الأوغسطي»، قرر ألكسندر أن الضرائب على القوادين والعاهرات لا ينبغي أن تودع في المال العام. بدلا من ذلك، أمر بأن تستخدم هذه الضرائب لترميم مسرح وسيرك ومدرج وملعب تم بناؤه من قبل دوميتيان. وقيل بأن ألكساندر فكر حتى في جعل دعارة الذكور غير قانونية.[57][58][59][نشر ذاتي؟][39][نشر ذاتي؟]
- 244 - 249 - حاول الإمبراطور الروماني فيليب العربي منع ممارسة الدعارة الذكورية في جميع أنحاء الإمبراطورية الرومانية.[33]

#### القرن 4
- 305 - 306 - مجلس إلفيرا (الآن غرناطة، إسبانيا) يحظر حق أفخارستيا للبالغين الغلمانيين. كان هذا المجلس ممثلاً لكنيسة أوروبا الغربية.
- 314 - مجلس أنسيرا (الآن أنقرة، تركيا) يستبعد الأسرار المقدسة لمدة 15 عامًا للرجال غير المتزوجين تحت سن 20 عامًا الذين تم القبض عليهم في علاقات جنسية مثلية، واستبعد الرجل مدى الحياة إذا كان متزوجًا وعمره أكثر من 50 عامًا.كان هذا المجلس ممثلاً لكنيسة أوروبا الشرقية.
- 306 - 337 - يشير كتاب «حياة قسطنطين» إلى معبد في أفقا في فينيقيا، في قمة نائية في جبل لبنان، والتي يستخدمها الكهنة الوثنيون المثليون، ويشير إلى أن هذا المعبد دمر بقيادة الإمبراطور الروماني قسطنطين العظيم. ويشير إلى أن قسطنطين أصدر قانونًا يأمر بإبادة الكهنة الوثنيين المثليين في مصر.[39][60]
- 337 - خلال فترة حكم كل من الإمبراطور قنسطانطيوس الثاني وقنسطنس، قام كلاهما بعلاقات جنسية مثلية.[61][62][63]
- 342 - أصدر الأمبراطوريان الرومانيان المسيحيان قنسطانطيوس الثاني وقنسطنس قانونًا في «القانون الثيودوسي» (C.Th.9.3.7) يحظر زواج المثليين في روما ويأمر بالإعدام للمتزوجين.[64][65]

- 350 - اغتيال الإمبراطور الروماني قنسطنس.
- 361 - وفاة الإمبراطور الروماني قنسطانطيوس الثاني.
- حوالي 380 - نشر المؤرخ أميانوس مارسيليانوس كتاب «ريس غاستيا» (Res Gestae)، وفيه كتب أن الفرس «يعطون البذخ إلى العقيدة، ولا يكتفون بالكثير من العشيرات؛ وبعيدون عن العلاقات غير الأخلاقية مع الأولاد». كما كتب أيضا: «لقد تعلمنا أن هذه الطائفة كانت قومًا مشينًا، غارقًا في حياة من العار والفحش، في بلادهم يقترن الرجال مع الرجال في اتحاد من الشهوة غير المستساغة، ويقطفون زهرة شبابهم في الجماع الملوث لتلك العلاقات».[66][67]
- 390 - أصدر الأباطرة المسيحيون الرومانيون فالنتينيان الثاني وثيودوسيوس الأول وآركاديوس قوانين تحظر العلاقات الجنسية المثلية وتقضي بعقوبة الحرق حيا أمام الملأ لمن عثر عليه مذنبا.[68]

- 390 – 405 – قصيدة (Dionysiaca) للشاعر اليوناني «نونوس» (Nonnus) هي آخر قطعة معروفة من الأدب الغربي لما يقرب من 1000 سنة تحتفل بالحب المثلي.[33]

#### القرن 6
- 506- «القانون القوطي» للملك ألاريك الثاني يحكم بالحرق على العمود للأزواج المثلية في مملكة القوط الغربيين. وشملت العقوبات الأخرى النبذ العام، وحلق الرأس، والجلد، والإخصاء.[69][70]
- 529 - جعل الإمبراطور المسيحي جستنيان الأول المثليين جنسياً كبش فداء لمشاكل مثل «المجاعات والزلازل والأوبئة».[71]
- 533 - دخل قانون جستنيان حيز التنفيذ في الإمبراطورية البيزنطية، والذي نص على:[72]

- 576 - وفاة أنستازيا الباتريسية، التي تركت الحياة كسيدة في الانتظار في بلاط جستينيان الأول في القسطنطينية بعد قضاءها 28 عامًا (حتى وفاتها) مرتدية زي راهب كرجل في عزلة في مصر،[73] وقد تم اعتمادها من قبل مجتمع المثليين اليوم كمثال لقديس «متحول جنسياً».[74][75]
- 589 - تم تحويل مملكة القوط الغربيين في إسبانيا من آريوسية إلى الكنيسة الرومانية الكاثوليكية. هذا التحويل أدى إلى مراجعة للقانون لتتوافق مع تلك الخاصة بالبلدان الكاثوليكية. وشملت هذه التنقيحات أحكامًا لاضطهاد المثليين واليهود.[76]

#### القرن 7
- 654 - جرمت مملكة القوط الغربيين السدومية والعقاب عليه هو الإخصاء. هذا أول قانون علماني أوروبي يجرّم السدومية.[77][78]
- 693 - في إبيريا، طالب حاكم القوط الغربيين ايغيكا (بالإنجليزية: Egica)‏ في هسبانيا وسبتيمانيا، مجلس الكنيسة بمواجهة وجود المثلية الجنسية في المملكة. أصدر المجلس السادس عشر في توليدو بيانا تم تبنيه من قبل إيغيكا، يعاقب الأفعال المثلية بالإخصاء، والاستبعاد من القربان، وقص الشعر، ومائة جلدة بالسوط، والنفي والإبعاد.[79]

#### القرن 8
- 750 - مع قيام الخلافة العباسية، كتب عديد الشعراء المسلمين شعرا تبرز فيه أبيات الشبقية المثلية للشباب الجميل، مثل الشاعر الفارسي-العربي أبو نواس.[80]

#### القرن 9
- 800 - 900 - خلال عصر النهضة الكارولنغية، كتب ألكوين، رئيس دير يورك، قصائد حب للرهبان الآخرين على الرغم من العديد من قوانين الكنيسة التي تدين المثلية الجنسية.[81]

### الألفية 2

#### القرن 11
- 1007 - قارن كتاب قانون الراهب «بوشارد من ورمات» الأفعال المثلية بالتجاوزات الجنسية مثل الخيانة الزوجية، وفيه، فإنه ينبغي أن يكون لها نفس وسيلة التكفير عن الخطايا (الصوم عمومًا).[33]
- 1051 - كتب الراهب «بيتر داميان» «كتاب عمورة»، حيث ناقش عقوبات صارمة على رجال الدين الذين يفشلون في القيام بواجبهم ضد «رذائل الطبيعة».[82]
- 1066 - تزوج «بيديرو دياس»«(Pedro Dias) و» مونيو فانديلاس (Moñu Vandilas) من قبل كاهن في كنيسة صغيرة في مملكة ليون.[83]
- 1100 - يحاول الراهب «إيفو» شارتر إقناع البابا أوربانوس الثاني بمخاطر المثلية الجنسية. اتهم إيفو «رودولفو»، رئيس أساقفة تور، بإقناع ملك فرنسا بتعيين جيوفاني معين كأسقف لأورليان. كان جيوفاني معروفًا باسم عشيق رودولفو وكان له علاقات مع الملك نفسه، وهي حقيقة كان الملك يتباهى بها علانية. ومع ذلك، لم يعتبر البابا أوربان هذا الأمر حقيقة حاسمة: كان جيوفاني أسقفًا لمدة أربعين عامًا تقريبًا، واستمر رودولفو في أن يكون معروفًا ومحترمًا.[84]

#### القرن ال12
- 1102 - اتخذ مجلس لندن تدابير لضمان أن عامة الشعب الإنكليزي يعلم أن المثلية الجنسية خطيئة.
- 1120 - عقد بلدوين الثاني ملك مملكة بيت المقدس، مجلس نابلس لمعالجة الرذائل داخل المملكة. دعا المجلس إلى حرق الأشخاص الذين يمارسون السدومية بشكل دائم.[33]
- 1140 - جمع الراهب الإيطالي جراتيان كتابه مرسوم جراسيانو حيث جادل بأن السدومية هي أسوأ كل الخطايا الجنسية لأنها تنطوي على استخدام العضو بطريقة غير طبيعية.
- 1164 - كتب الراهب الإنجليزي، «آيلرد من رييفولكس» كتابه «الصداقة الروحية» (باللاتينية: "de spiritali amicitia") الذي يعطي الحب بين الأشخاص المثليين تعبيرًا عميقًا إيجابيا.
- 1179 - أصدر مجمع لاتران الثالث مرسوم حرمان كنسي لمن يمارسون السدومية.

#### القرن 13
- 1232 - بدأ البابا غريغوري التاسع محاكم التفتيش في المدن الإيطالية. دعت بعض المدن إلى الإبعاد و/أو البتر كعقوبات على من يعثر عليه يمارس السدومية للمرة الأولى وللمرة الثانية وإلى حرق من يمارسه للمرة الثالثة أو المعتاد على ممارسته.
- 1260 - في مملكة فرنسا، كان من يعثر عليه يمارس السدومية للمرة الأولى يخسر خصيتيه، ومن يعثر عليه للمرة الثانية يخسر عضوهم الذكري، وكان يتم حرِق من عثر عليه للمرة الثالثة. وكان يمكن تشويه النساء وإعدامهن إذا ماعثر عليهن في يمارسن الجنس المثلي.[33]
- 1265 - جادل القسيس توما الأكويني بأن السدومية في المرتبة الثانية فقط بعد البهيمية في ترتيب خطايا الشهوة.
- 1283 - نص قانون بوفيه على أنه يجب ألا يتم حرق من يحكم عليه في قضايا السدومية فقط بل أيضاً يجب مصادرة ممتلكاتهم.

#### القرن 14
- بين 1308 و 1414 - أمر فيليب الرابع ملك فرنسا بالقبض على جميع فرسان الهيكل بتهمة الهرطقة والوثنية والسدومية، لكن هذه التهم ليست سوى ذريعة للاستيلاء على ثروات الفرسان. وحكم على قادة الأمر بالإعدام وأحرقوا على العمود في 18 مارس 1314 أمام كاتدرائية نوتردام.
- 1321 - كتاب الجحيم (دانتي) لدانتي أليغييري يضع من يمارس السدومية في الدائرة السابعة.
- 1327 - تم قتل الملك المخلوع إدوارد الثاني ملك إنجلترا عن طريق إدخال قضيب حديد ناري عبر فتحة شرجه حسب ما يقال. كان لإدوارد الثاني تاريخ من الصراع مع النبلاء، الذين نفوا مراراً وتكراراً عشيقه السابق «بيرس غافيستون»، إيرل كورنوال.
- 1347 - تمت محاكمة «رولاندينو رونكاغليا» (بالإنجليزية: Rolandino Roncaglia)‏ بتهمة السدومية وهو الحدث الذي تسبب في ضجة كبيرة في إيطاليا. واعترف بأنه «لم يسبق له أن مارس الجماع، لا مع زوجته ولا مع أي امرأة أخرى، لأنه لم يشعر أبدًا بأي شهوة جسدية، ولا يمكن أن يكون له على الإطلاق أي انتصاب لعضوه الذكري الفحولي». بعد أن ماتت زوجته بسبب الطاعون، بدأ رولاندينو في ممارسة الدعارة، وهو يرتدي الفساتين الأنثوية لأنه «بما أن نظرته وصوته وحركاته تشبه النساء - على الرغم من أنه ليس لديه فتحة أنثى، ولكن لديه عضو من الذكور والخصيتين - فقد اعتبره العديد من الأشخاص امرأة بسبب مظهره».[85]
- 1370 - تم إعدام جان فان أرسدون (بالهولندية: Jan van Aersdone) وفيليم كيس (بالهولندية: Willem Case) وهما رجلان من أنتفيرب في هولندا في عقد 1370. كانت التهمة الموجهة ضدهم العلاقة الجنسية المثلية الذي كان غير قانوني بشدة في أوروبا في العصور الوسطى. برز اسم أرسدون واسم كيس لأن سجلات أسماءهم قد نجت. شريكان آخران معروفان بالاسم من القرن 14 كانا جيوفاني براغانزا (بالإيطالية: Giovanni Braganza)‏ ونيكوليتو مارماغنا (بالإيطالية: Nicoleto Marmagna)‏ من البندقية.[86]
- 1395 - تم القبض على جون/إلينور رايكنر، المعروف أيضا باسم يوهانس ريتشر وإلينور، كان عاهرا يلبس لباس النساء يعمل بشكل رئيسي في لندن ولكنه نشط أيضا في أكسفورد. تم القبض عليه واستجوابه بتهمة شهوة الملابس المغايرة.

#### القرن 15
- 1424 - قام الراهب والواعظ الديني برناردينو من مدينة سيينا الإيطالية بالتبشير ضد المثلية الجنسية وأشكال أخرى من الشهوة لثلاثة أيام في مدينة فلورنسا بإيطاليا، وبلغت ذروتها في محارق اُحرِقت فيها مستحضرات التجميل، والشعر المستعار وجميع أنواع المواد التجميلية. وهو يدعو إلى نبذ من يمارس السدومية من المجتمع. مثل هذه الخطب إلى جانب تدابير اتبعها رجال دين آخرين عملت على تقوية الرأي ضد المثليين وشجعت السلطات على تعزيز الإجراءات الاضطهادية.[87]
- 1431 - سنّ نيساوالاكويولت (بالإسبانية: Nezahualcoyotl)‏ من تتسكوكو في المكسيك قوانين تجعل عقوبة المثلية الجنسية الإعدام شنقا.[88][89]
- 1432 - في فلورنسا، تم تأسيس أول منظمة تهدف بالتحديد للقبض على من يقوم بالسدومية وأطلق عليها اسم «المسؤولون الليليون»، وقد قاموا خلال السنوات السبعين القادمة باعتقال حوالي 10000 من الرجال والصبيان، ونجحوا في الحصول على ما يقرب من 2000 ادانة، وكان معظمهم يدفعون الغرامات.
- 1436 - تم نفي سون-بين بونغ (بالإنجليزية: "Sun-bin Bong")‏ من بلاط زوجها منجونغ ملك جوسون بعد أن تم اكتشاف أنها تنام مع خادمتها. يلوم المرسوم الرسمي لخفض رتبتها استقبال الزائرين دون إذن زوجها وتعليمها لخادماتها لغناء أغاني الرجال.[90]
- 1451 - مكّن البابا نيقولا الخامس محاكم التفتيش البابوية من اضطهاد الرجال الذين يمارسون السدومية.
- 1471 - 1493 - وفقا لكتاب «الملاحظات الحقيقية المتعلقة بأصل الإنكا» لإنكا غارثيلاسو دي لا فيغا، اضطهد إنكا سابا (الملك) توبا إنكا المثليين. أحرق جنراله، «أويكي تاتو» (بالإسبانية: Auqui Tatu)‏، في ساحة عامة جميع كل من ثبت دليل ممارستهم السدومية ولو ظاهريا في وادي أفاري ، مهددا بحرق مدن بأكملها إذا كان أي شخص متورطًا في السدومية. في تشينتشا ألتا، أحرق توبا إنكا أعدادا كبيرة حيا، وقام بمصادرة منازلهم وأي أشجار كانوا قد زرعوها.[91]
- 1475 - في بيرو، يصف تأريخ مكتوب بأن حكومة إنكا سابا (الملك) كاباك يوباناكي (بالإسبانية: Capac Yupanqui)‏ اضطهدت المثليين جنسياً بالحرق العام وتدمير المنازل (وهي ممارسة عادة ما تكون مخصصة للقبائل المهزومة).
- 1476 - تبين سجلات محكمة فلورنسا لعام 1476 أنه تم اتهام ليوناردو دا فينشي وثلاثة شبان آخرين مرتين بالسدومية، وتمت تبرءتهم.[92]
- 1483 - بدء محاكم التفتيش في إسبانيا. تم رجم، إخصاء، وحرق كل من يشتبه أو يعثر عليه وهو يمارس السدومية. بين عامي 1,540 و 1,700، تمت مقاضاة أكثر من 1,600 شخص بسبب السدومية.
- 1492 - كتب الراهب إراسموس سلسلة من رسائل الحب إلى راهب آخر أثناء تواجده في دير في ستاين بهولندا.[93]
- 1494 - انتقد القسيس والواعظ الديني سافونارولا سكان فلورنسا بسبب «خطاياها الرهيبة» (ولا سيما السدومية والقمار) وحثَّهم على التخلي عن محبيهم الصغار وغير المحبين.
- 1497 - في إسبانيا، عزز كل من فرناندو الثاني ملك أراغون وإيزابيلا الأولى ملكة قشتالة و ليون قوانين السدومية التي كانت تطبق في المدن فقط. تم زيادة شدة الجريمة لتتساوى مع الخيانة أو الهرطقة، وتم تخفيض مقدار الأدلة المطلوبة للإدانة، مع السماح بالتعذيب لانتزاع الاعتراف. تمت مصادرة ممتلكات المدعى عليه أيضا.

#### القرن 15 - القرن 16
- 1493 - 1525 - وفقا لكتاب «الملاحظات الحقيقية المتعلقة بأصل الإنكا» لإنكا غارثيلاسو دي لا فيغا، تم في عهد إنكا سابا (الملك) واينا كاباك «نهب» شعب «تومبيز» (بالإسبانية: Tumbez)‏ للتخلي عن السدومية فقط ولكنه لم يتخذ أي إجراء ضد شعب «ماتنا» (بالإسبانية: "Matna")‏، الذين «مارسوا السدومية بشكل أكثر علانية وبدون خجل من جميع القبائل الأخرى».[91]

#### القرن 16
- 1502 - تم توجيه تهمة السدومية ضد الفنان الإيطالي ساندرو بوتيتشيلي.[94]
- 1513 - قيل بأن الكونكيستدور فاسكو نونييث دي بالبوا، في بنما قد قام برمي أربعين مثليا من السكان الأصليين إلى كلابه.[95]
- 1523 - الأولى من عدة اتهامات بالسدومية ضد الفنان الفلورنسي بنفينوتو تشيليني.[96]
- 1532 - جعلت الإمبراطورية الرومانية المقدسة السدومية جريمة يعاقب عليها بالإعدام.[97]
- 1532 بدأ الفنان الفلورنسي مايكل أنجلو في كتابة أكثر من 300 قصيدة حب موجهة للإيطالي توماسو دي كافالييري.[98]
- 1533 - مرر هنري الثامن ملك إنجلترا قانون السدومية 1533 ما جعل عقوبة الجنس من الدبر والبهيمية الإعدام في جميع أنحاء إنجلترا.[99]
- 1542- وثق ألفار نونيز كابيزا دي فاكا في كتابه «رحلة ألفار نونيز كابيزا دي فاكا ورفاقه من فلوريدا إلى المحيط الهادئ 1528–1536» زواج المثليين والرجال «الذين يرتدون ملابس النساء ويؤدون دور النساء، لكن يستخدمن القوس ويحملن أحمال كبيرة» بين قبيلة من الأمريكيين الأصليين .
- 1543 - أعطى هنري الثامن الموافقة الملكية على «قانون القوانين في ويلز 1542» (بالإنجليزية: Laws in Wales Act 1542)‏، ما مدّد قانون السدومية 1533 إلى ويلز.
- 1553 - اعتلت ماري الأولى ملكة إنجلترا العرش الإنجليزي وازالت جميع القوانين التي أقرها هنري الثامن ملك إنجلترا خلال الإصلاح الإنجليزي في ثلاثينيات القرن 16.
- 1558-1563 - أعادت إليزابيث الأولى ملكة إنجلترا القوانين القديمة لهنري الثامن ملك إنجلترا، بما في ذلك قانون السدومية 1533.[33]
- 1561 - محاكمة الرجل «وويسخ زي بوزناتيا» (بالبولندية: Wojciech z Poznania)، الذي تزوج من رجل آخر يدعى «سيباستيان سوودوفنيك» (بالبولندية: Sebastian Słodownik)، وعاش معه لمدة عامين في بوزنان في بولندا. كانا لكلاهما شريكة أنثى. لدى عودته إلى كراكوف، تزوج أيضا من «فافرزنيك فووشيك» (بالبولندية: Wawrzyniec Włoszek). تم حرق «وويسخ»، الذي تم اعتباره في الرأي العام على انه امرأة، بتهمة «الجرائم ضد الطبيعة».[100]

#### القرن 17
- 1610 - أصدرت مستعمرة فرجينيا أمرا عسكريا يجرم السدومية بين الرجال، بعقوبة الإعدام.[101] ينتهي هذا الأمر العسكري في وقت لاحق من نفس العام، عندما يتم إنهاء الأحكام العرفية عند تغيير الحكم على مستعمرة فرجينيا.[101]
- 1620 - براندنبورغ بروسيا تجرم السدومية، بعقوبة الإعدام.[33]
- 1624 - تمت محاكمة وشنق ريتشارد كورنيش من مستعمرة فرجينيا بتهمة السدومية.[102]
- 1648 - في أول محاكمة جنائية في كندا لجريمة السدومية، حُكم على طبال عسكري مثلي الجنس متمركز في الحامية الفرنسية في فيل ماري، فرنسا الجديدة بالإعدام على يد الكهنة المحليين.[103] بعد تدخل من قبل كهنة يسوعيين في مدينة كيبيك، تم إنقاذ حياة الطبال العسكري بشرط أن يقبل منصب منفذ الاعدام الدائم الأول لفرنسا الجديدة.[103]
- 1649 - أول إدانة معروفة لنشاط جنسي مثلي بين النساء في أمريكا الشمالية في شهر مارس/ آذار عندما تم اتهام سارة وايت نورمان و ماري فنسنت هامون ب«السلوك المتهور مع بعضها البعض على سرير» في بليموث، ماساتشوستس. لم تحاكم هامون كونها دون سن 16.[104]
- 1655 - أقرت مستعمرة كونيكتيكت قانونًا ضد السدومية، وتضمن عقوبة لممارسة المثلية بين النساء أيضًا.[105]
- 1661 - سنت مستعمرة فرجينيا القانون العام الإنجليزي، وبالتالي تم تجريم السدومية مجددا.[101]
- 1683 - جرِّمت مملكة الدانمرك «العلاقات ضد الطبيعة»، بعقوبة الإعدام.[106]
- 1688 - 1704 - تم فتح «كاغيماتشايا» (بالإنجليزية: "Kagemachaya")‏ وهي نوع من الحانات المثلية) في اليابان.[107]

#### القرن 18
- 1721 - تم إعدام كاثارينا مارغريتا لينك بتهمة السدومية في ألمانيا كونها امرأة قدمت حالها على أنها رجل وتزوجت بإمرأة.
- 1726- مداهمة منزل الأم كلاب (بالإنجليزية: Mother Clap)‏ وهو منزل مولي لدعارة الذكور في لندن من قبل الشرطة، مما أدى إلى إعدام ثلاثة رجال.[108]
- 1785 - يعتبر جيرمي بنثام واحدا من أوائل الأشخاص الذين جادلوا بعدم تجريم السدومية في إنجلترا.[33]
- 1791 - تبنت مملكة فرنسا (وأندورا، وهايتي التي كانت تابعة لها حينها) قانون عقوبات جديد ألغى تجريم السدومية. وبذلك تصبح فرنسا أول دولة في غرب أوروبا تشرع وتقنن (تلغي تجريم) العلاقات الجنسية المثلية بالتراضي بين البالغين.[109]
- 1791 - تم نشر رواية حلم الغرفة الحمراء التي كتبها تساو شيويه تشين في الصين. وتشمل شخصية معلنة عن كونها مزدوجة التوجه الجنسي وكذلك حكاية عن تعنيف المثليين.[110]
- 1793 - موناكو تقنن وتشرع (تلغي تجريم) المثلية الجنسية (لما كانت جزءا من فرنسا من بين 1793 إلى 1814).
- 1794 - مملكة بروسيا تلغي عقوبة الإعدام بسبب السدومية.[33]
- 1794 - لوكسمبورغ تقنن وتشرع (تلغي تجريم) المثلية الجنسية (لما كانت تحت حكم الجمهورية الفرنسية الأولى ومن ثم الإمبراطورية الفرنسية الأولى من 1794 إلى 1814).
- 1795 - بلجيكا تقنن وتشرع (تلغي تجريم) المثلية الجنسية (لما كانت تحت حكم الجمهورية الفرنسية الأولى ومن ثم الإمبراطورية الفرنسية الأولى من 1794 إلى 1814).